# Sextica lui Cayley

Sextica lui Cayley

În geometria algebrică sextica lui Cayley este o curbă plană, un membru al familiei de spirale sinusoidale, discutată pentru prima dată de Colin Maclaurin în 1718. Arthur Cayley a fost primul care a studiat curba în detaliu și a fost numită după el în 1900 de către Raymond Clare Archibald.
Curba este simetrică în raport cu axa Ox (y = 0) și se autointersectează în {\displaystyle y=0,x=a/8}. Alte intersecții cu axa Ox sunt în origine și în {\displaystyle (a,\,0),} iar cu axa Oy în {\displaystyle \pm {\frac {3{\sqrt {3}}}{8}}a.}
Curba este podara (ruleta) cardioidei față de punctul său de întoarcere.
Este o curbă trisectoare.

## Ecuațiile curbei
Ecuația curbei în coordonate polare este
{\displaystyle r=4a\cos ^{3}{\frac {\pi }{3}}}
În coordonate carteziene ecuația este
{\displaystyle 4\left(x^{2}+y^{2}-{\frac {a}{4}}x\right)^{3}=27\left({\frac {a}{4}}\right)^{2}(x^{2}+y^{2})^{2}}
Sextica lui Cayley poate fi pusă în formă parametrică (ca o funcție periodică cu perioada {\displaystyle \pi ,} {\displaystyle \mathbb {R} \rightarrow \mathbb {R} ^{2}}) prin ecuațiile
{\displaystyle x=\cos ^{3}t\cos 3t}
{\displaystyle y=\cos ^{3}t\sin 3t}
Nodul este la {\displaystyle t=\pm \pi /3.}